# Bernhard Balkenhol (Künstler)
Bernhard Balkenhol (* 22. Februar 1951 in Hadamar) ist ein deutscher Maler, Grafiker, Zeichner, Performancekünstler, Kurator und Hochschullehrer.

## Ausbildung und Hochschullehrer
Balkenhol studierte Freie Kunst, Kunstpädagogik und Visuelle Kommunikation an der Kunsthochschule Kassel und legte sein Staatsexamen in Kunst und Werken ab. Von 1976 bis 1988 war er Lehrer am Justus-Liebig-Gymnasium in Darmstadt. Anschließend hatte er Lehraufträge an der Staatlichen Hochschule für Bildende Kunst in Stuttgart. Von 1988 bis 1992 war Balkenhol Pädagogischer Mitarbeiter an der Universität Kassel im Fachbereich Kunst. Von 1990 bis 2005 arbeitete er in der Lehrerfortbildung für das Thüringer Institut für Lehrplanentwicklung und Medien.
Bernhard Balkenhol lehrte als Vertretungsprofessor 1999 bis 2000 an der Universität Dortmund am Institut für Kunst und ihre Didaktik Zeichnen und Grafik.
Balkenhol ist seit 1992 Dozent an der Kunsthochschule Kassel für Kunst-Didaktik. Er war von 1996 bis 2013 kuratierender Vorsitzender des Kasseler Kunstvereins in Kassel.
Balkenhol kuratierte Gruppenausstellungen und Einzelausstellungen u. a. mit Claude Lêvèque, Tony Oursler, Anton Henning, Marlene Dumas, Rotraut Pape, Franz Ackermann, Aernout Mik, Sivia Bächli, Penny Yassour, Peter Zimmermann, Ostkreuz, Hans Schabus, Reinigungsgesellschaft, Com&Com, Urs Lüthi, Anja Niedringhaus und Anselm Reyele. Balkenhol kuratierte 2016 die Ausstellung 20 Jahre Künstler Stipendium Willingshausen in Willingshausen.
Balkenhol veröffentlichte zahlreiche Publikationen zur Avantgarde der Kunstgeschichte.
Bernhard Balkenhol lebt in Kassel.
Er ist der Bruder von Stephan Balkenhol und Thomas Balkenhol.

## Schüler
- Patrick Borchers

## Veröffentlichungen
- 170 Jahre Kasseler Kunstverein 1985–2005 (zusammen mit Jürgen O. Olbrich)
- Art unrealized. Universitäts Presse, Hamburg 2006